# Yuh Hwan-kil
Yuh Hwan-kil est un boxeur sud-coréen né le 23 septembre 1962 à Namhae et mort le 21 avril 2009.

## Carrière
Champion d'Asie OPBF des poids plumes en 1981, il devient champion du monde des super-plumes IBF le 22 avril 1984 en battant aux points Rod Sequenan. Yuh conserve son titre le 16 septembre suivant face à Sakda Saksuree puis perd contre Lester Ellis le 15 février 1985. Il met un terme à sa carrière la même année sur un bilan de 26 victoires, 2 défaites et 3 matchs nuls.